# Federico Medem
Federico Medem (Friedrich Johann Graf von Medem) fue un herpetólogo colombiano originario de Letonia. Nació el 29 de agosto de 1912 en Riga, y murió el 1 de mayo de 1984 en Bogotá.
De origen alemán y noble, él se considera un letón. Dejó su país después de la revolución rusa, y estudió en la Universidad Humboldt de Berlín y luego en la de Tubinga. Consiguió su doctorado en la Estación de Zoología de Nápoles, donde trabajó bajo las órdenes de Gustav Kramer (1910-1959). Hizo el servicio militar en el frente ruso y trabajó en la posguerra de Alemania y Suiza .
Emigró a Colombia en 1950 y trabajó en la estación de investigación de Villavicencio, principalmente con tortugas y cocodrilos.
Fue un militante activo en la protección de las especies.

## Publicaciones
- Estudio inicial sobre las representaciones zoomorfas precolombinas en el arte indígena en Colombia: el cocodrilo, 1953
- La distribución geográfica y ecología de los crocodylia y testudinata en el departamento de Chocó, 1962
- Los Crocodilya de Sur América, dos volúmenes, 1981 y 1983

## Taxones nombrados en su honor
- Micrurus medemi Roze, 1967
- Centrolene medemi (Cochran & Goin, 1970)
- Amphisbaena medemi Gans & Mathers, 1977
- Neusticurus medemi Dixon & Lamar, 1981
- Anolis medemi Ayala & Williams, 1988
- Pristimantis medemi (Lynch, 1994)

## Taxones descritos
- Mesoclemmys dahli (Zangerl & Medem, 1958)